# Rio Verde (Mato Grosso do Sul)
O rio Verde é um curso de água que banha o estado de Mato Grosso do Sul, no Brasil.
Desagua no rio Paraná e faz parte da sub-bacia do rio Paraná, uma das nove macrobacias hidrográficas do Brasil.
É uma divisa natural entre os municípios de Três Lagoas e Brasilândia.